# スバル・ジャスティ
ジャスティ（JUSTY）は、SUBARU（旧・富士重工業）で販売されている小型乗用車である。

## 概要
初代はBセグメントの車として発売され、台湾大慶汽車では初代をベースに5ドアセミノッチバックセダンに仕立てた「TUTTO（テュット、金美滿）」も生産・発売されていた。その後は海外専売車となり3代にわたって発売されたあと、日本で約21年11か月ぶりの発売（車名復活）となった2代目（海外を含めると通算5代目）はトールワゴンに転換された。なお、初代は自社生産、2代目と3代目の生産はスズキ、4代目以降の生産はダイハツ工業がそれぞれ担当する。

## 初代 KA7/KA8型（1984年 - 1994年）
1984年2月
当時の軽自動車・スバル・レックスをベースに（ドアは流用）、ボディを拡大して発売開始。エンジンは直3 SOHC 1L（EF10型）で、ボディタイプは3ドアHBと5ドアHBの2タイプ、それぞれにFF（前輪駆動）と4WD（パートタイム四輪駆動）がラインアップされていた。4WD仕様は当時のレックス4WDと同様、シフトノブ内にある赤い4WDスイッチをワンプッシュするだけでFF⇔4WDの切り替えが可能であった。
1985年10月
『火の玉ボーイ』というキャッチコピーとともに、3気筒 1.2L SOHC9バルブ ツインキャブエンジン〔EF12型。1気筒あたり3バルブ（吸気2バルブ、排気1バルブ）仕様〕を追加、シリーズ充実化を図る。また、1.2Lモデルには全車、自然吸気エンジン搭載のコンパクトカーとしては業界初となるフロントベンチレーテッドディスクブレーキが標準装備となる。
1987年2月
ファン・ドールネと共同開発した金属ベルト式無段変速機ECVTを量産車世界初で採用した。1LのFF車のみの設定だったが、他社同クラスのAT車よりも高価であったことから、国内での商業的には失敗であった。しかし、アメリカ合衆国では、1987年 - 1989年まで3年連続で燃費ベストカーに選ばれるほど燃費が良かった。
1988年11月
ビッグ・マイナーチェンジを行い、外装デザインが大幅に変更された。エンジンは1.2LのEF12型のみとなり、ECVT+パートタイム4WDの機種が選べるようになった。
1991年6月
ブレーキのノンアスベスト化やパワーステアリングとオーディオの標準装備化などのマイナーチェンジを行った。
1994年12月
販売終了。

### 後継車の模索
富士重工はジャスティの後継車種を開発するに当たって、資本関係上日産・パルサーを製造していた縁から、2代目日産・マーチ（K11型）を日産と共同開発またはOEM生産供給を模索した時期があった。しかし1989年発売のスバル・レガシィが思いのほかヒットし、スバル・インプレッサという中排気量車への集中投資の必要性が生じたことから開発は断念された。マーチの一部グレードにはECVT（日産の呼称はN-CVT）が搭載された。

### その他
初代モデルのエンジンは、日本国内向けでは1,000cc、1,200ccともにEFCと呼ばれた電子制御キャブレターによる燃料供給システムだけであった。
しかし、アメリカ合衆国カリフォルニアの排ガス規制に対応するため、1989年には1,200ccエンジンに燃料噴射システムを備えたモデルを生産している。このモデルは、O2センサー、プレッシャセンサー、吸気温センサー、スロットルセンサー、8bitのCPUを備えたコントロールユニット等で制御されるDジェトロニックシステムで、富士重工内ではEMPI（Electric Multi-point Injection）と呼ばれていた。その翌年の1990年、このモデルはドイツ・スイス・オーストリア向け仕様としても輸出されているが、アメリカ向けにはキャタライザが2個であったのに対し、ヨーロッパ向けにはキャタライザは1個であった。

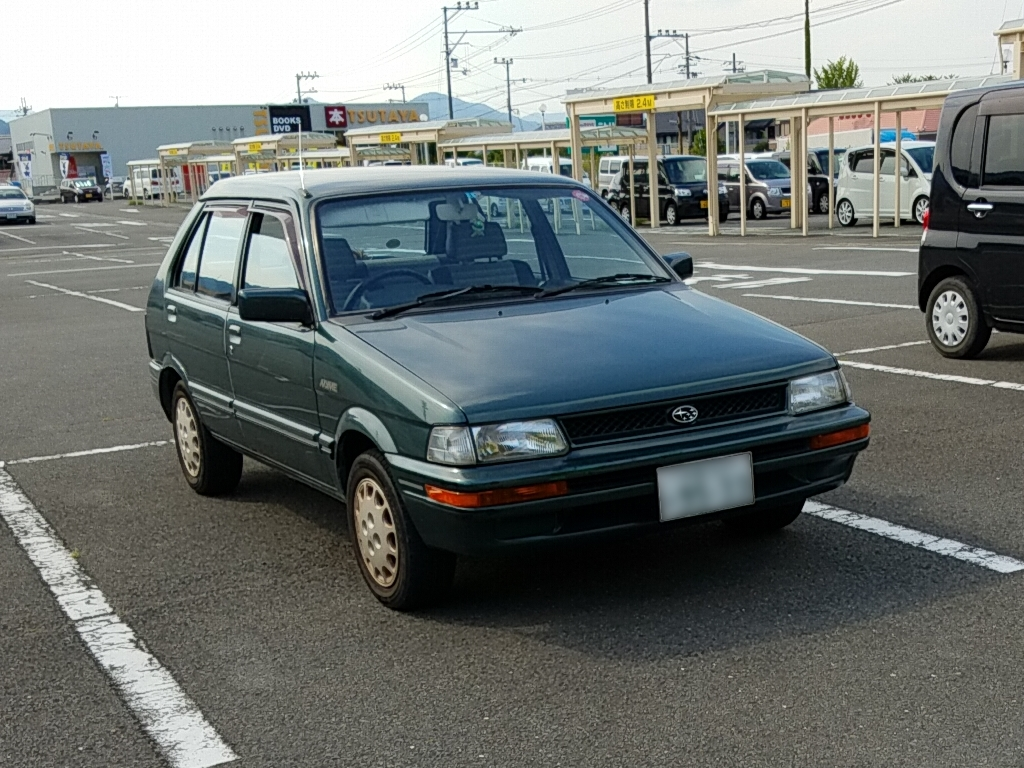
後期型 マイム
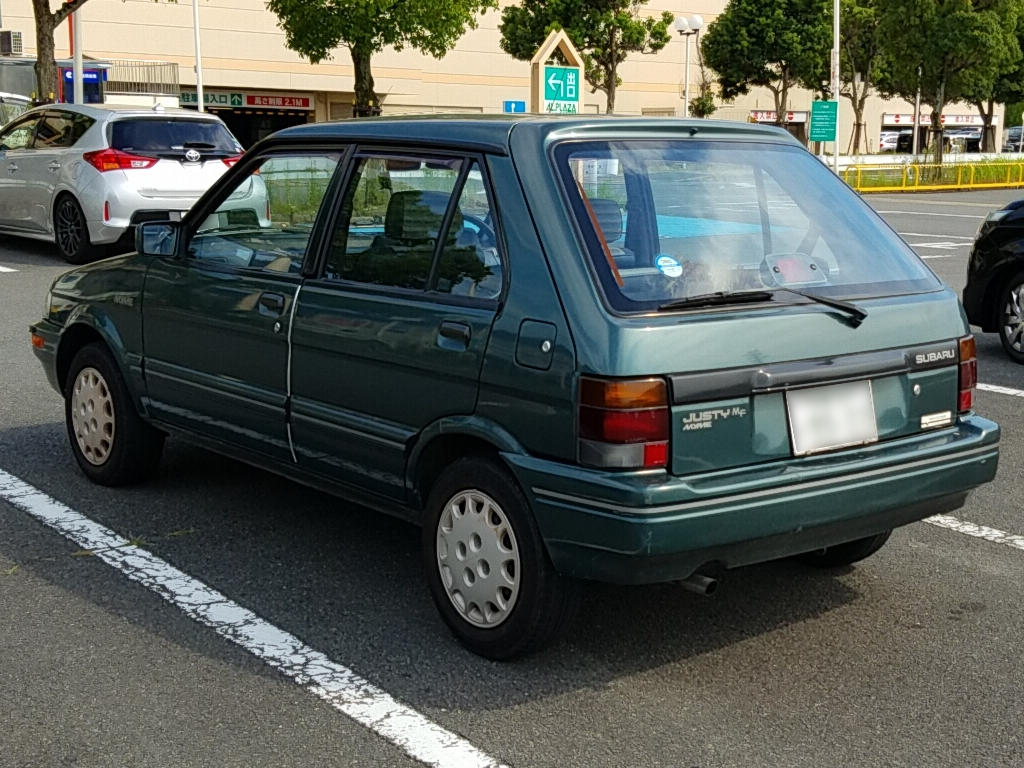
後期型 マイム

## 2代目（1994年 - 2003年）
1994年にフルモデルチェンジ。日本ではリッターカー市場から撤退したため欧州仕様のみとなった。スズキのハンガリー現地法人であるマジャールスズキで生産された「スイフト」（日本名：カルタスと名乗っていた）のOEM供給を受け、3ドア・5ドアハッチバックが用意された。一部モデルにはECVTが搭載された。

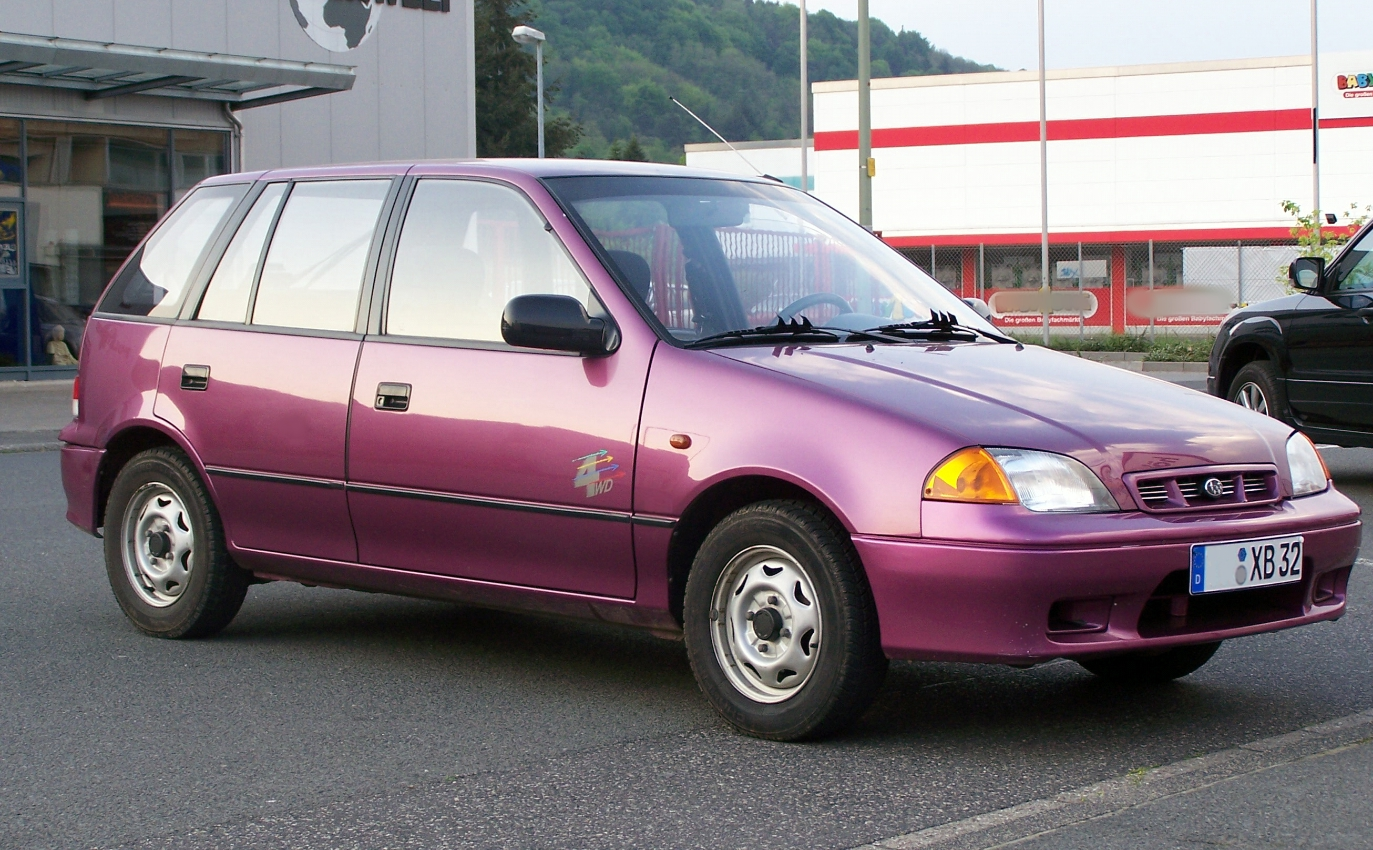
2代目ジャスティ 4WD
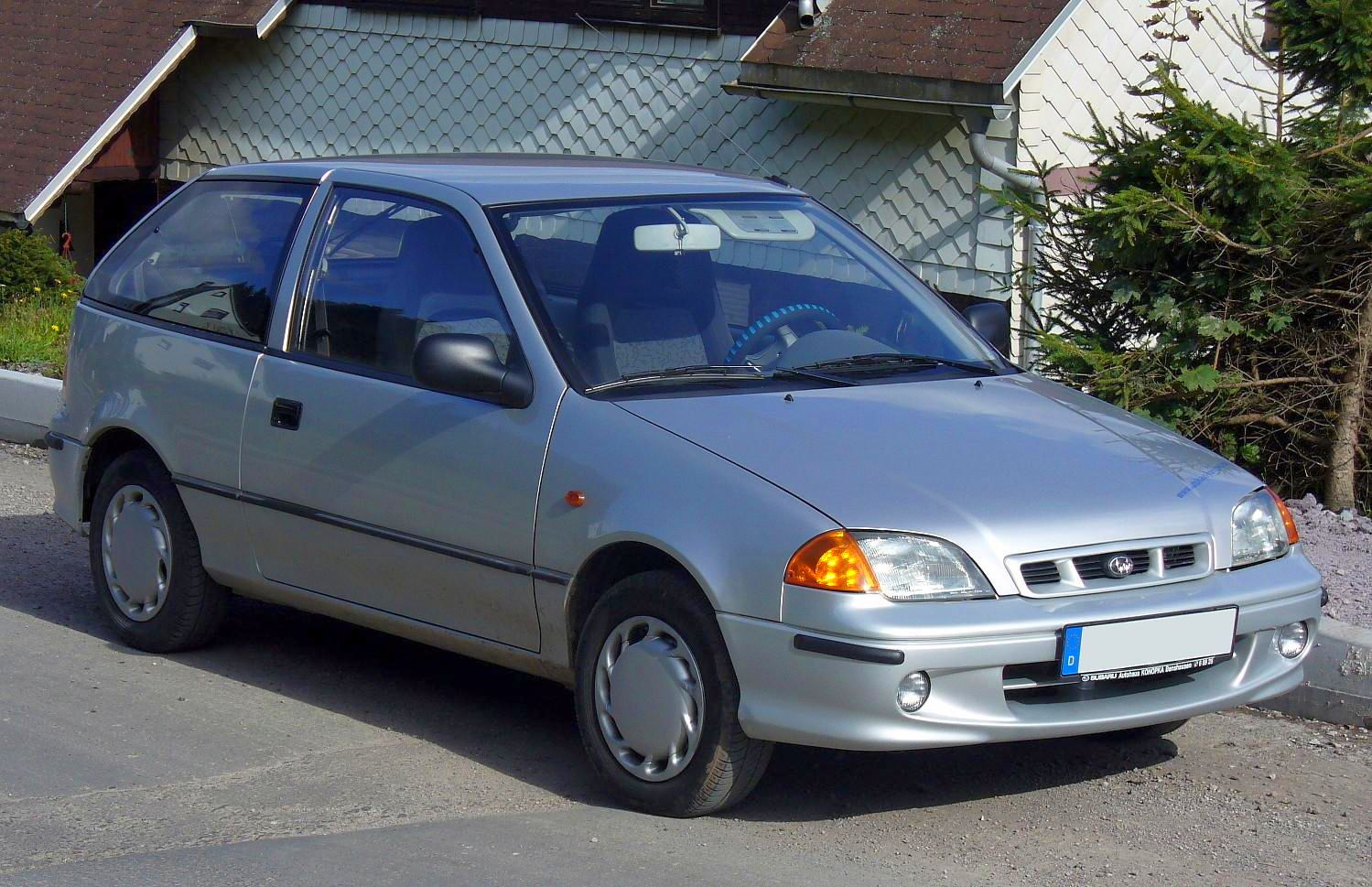
後期型

## 3代目（2003年 - 2007年）
2003年には当時同じGM傘下であったスズキ・イグニス（日本名：スイフト(HT型)/シボレー・クルーズ（初代））の欧州仕様車のOEMとなり、車名にも「G3X」がついた。このモデルはフロントグリルとフロントバンパーが一体式であるが、ジャスティには他のスバル車と同意匠の独自デザインが与えられた。

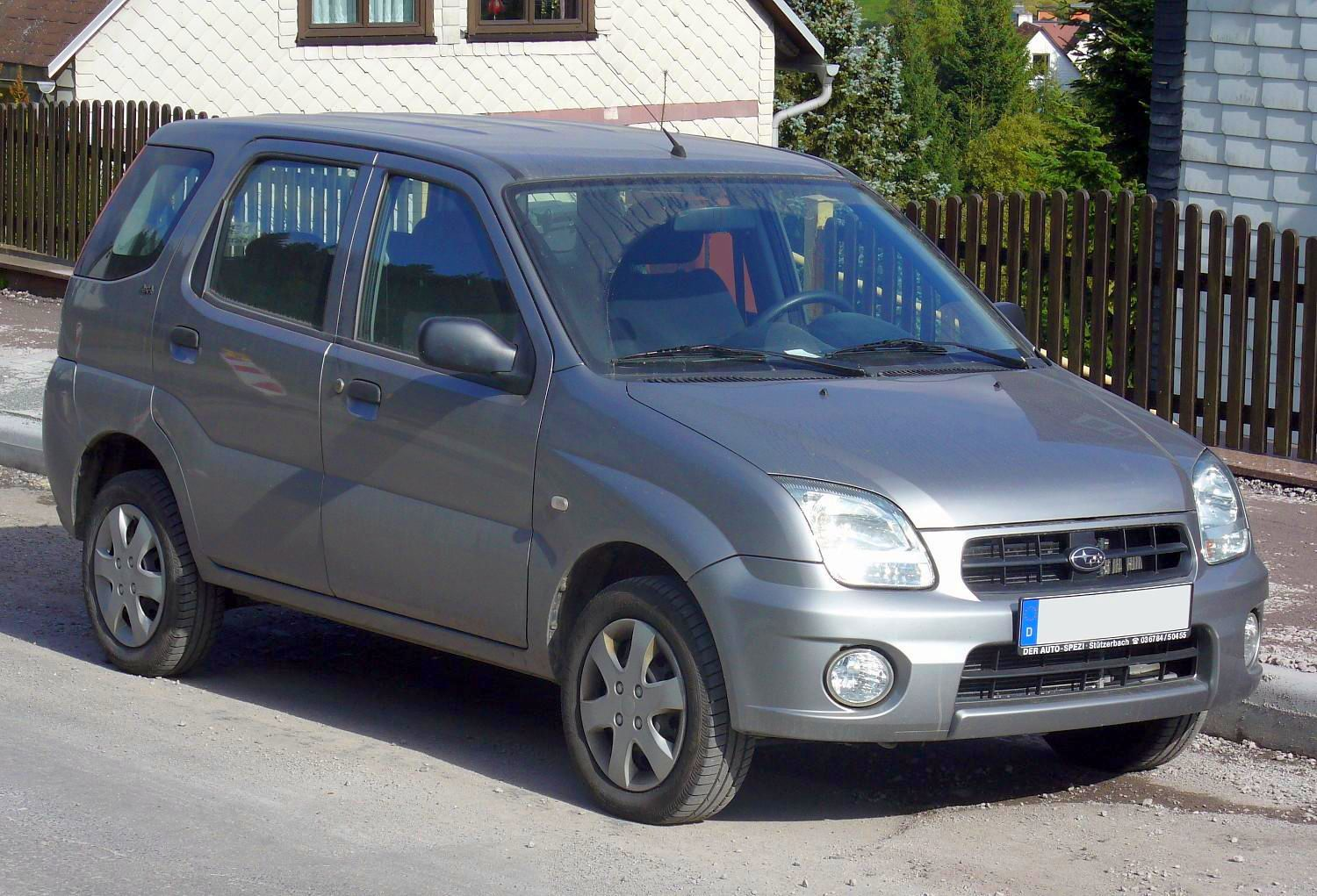
3代目ジャスティ

## 4代目 M300F型（2007年 - 2011年）
2007年2月26日、富士重工業は同社の筆頭株主・トヨタ自動車の傘下であるダイハツ工業よりブーン（欧州名シリオン）のOEM供給を受け、新型ジャスティとして欧州で発売すると発表。同年秋より発売を開始した。エクステリアに関してはフロントバンパーがオリジナルに差し替えられている点とエンブレム類を除けばほぼ同じである。エンジンは1Lの1KR-FE型3気筒のみで、スポーティな「アクティブ」とベーシックな「トレンド」の2グレード構成。シリオン同様5MTの設定もある。年間約6,000台を大阪のダイハツ本社（池田）工場にて生産。型式はM300F。トレジアを実質後継車とする形で生産・販売終了。

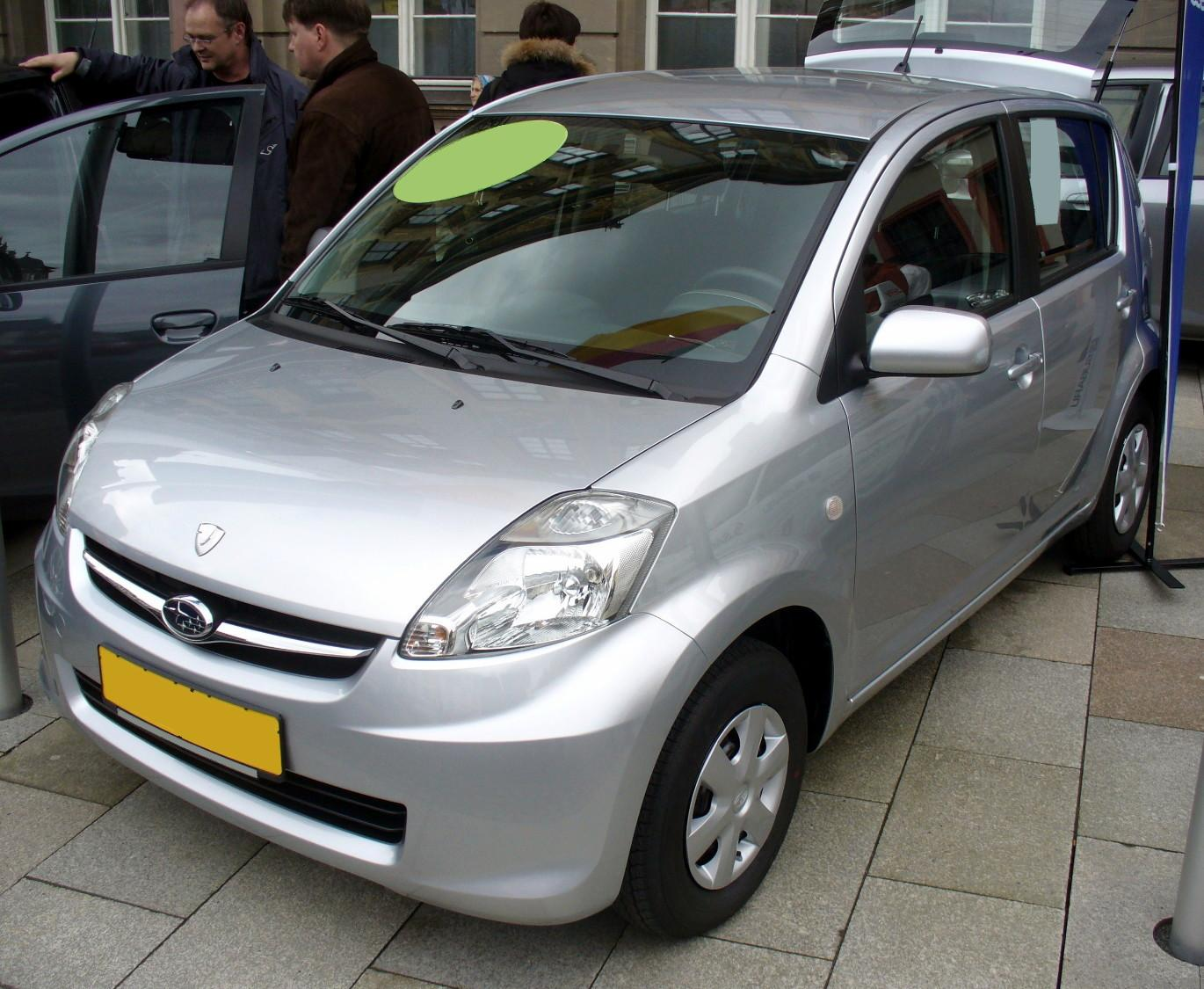
欧州仕様 4代目 ジャスティ

## 5代目 M900F/M910F型（2016年 - ）
2016年11月9日
2代目を発表。（11月21日発売）
日本国内向け2代目は、同日にダイハツが発売した「トール」のOEM供給モデルとなり、トヨタが発売した「ルーミー」並びに「タンク」とは姉妹車の関係となる。
エンジンは初代同様1.0L  直3であるが、DOHC12バルブ化され、12.5の高圧縮比を実現したダイハツ製のエンジンとなり、自然吸気仕様の1KR-FE型とターボ仕様の1KR-VET型となった。
グレード体系は、「L スマートアシスト」、「G スマートアシスト」、「GS スマートアシスト」、「カスタム R スマートアシスト」、「カスタム RS スマートアシスト」の5グレードを設定しており、トールに設定されているスマートアシスト II（以下、スマアシ II）非装備グレード（「X」・「G」・「カスタムG」相当）はジャスティでは未設定となり、スマアシ IIは全車標準装備となる。
フロントフェイスはトヨタ自動車向けの姉妹車のデザインをベースにCIエンブレムを変更したものとなっており、標準車にはトールカスタム&ルーミーのデザインが、カスタムにはトール標準車&タンクのデザインがそれぞれ用いられている。また、ボディカラーはカスタム専用の2トーンカラーのうち、「ブライトシルバーメタリック×フレッシュグリーンメタリック」と「ブライトシルバーメタリック×ファインブルーマイカメタリック」の2色はジャスティでは未設定となる。
装備内容は「L スマートアシスト」・「G スマートアシスト」の2WD車を除いてトール・ルーミー・タンクと違いがあり、「L スマートアシスト」・「G スマートアシスト」のAWD車はコンフォートパッケージと寒冷地仕様を、「GS スマートアシスト」はLEDヘッドランプ（ロー/ハイビーム・オートレベリング機能・LEDクリアランスランプ付）とLEDフォグランプ（LEDライナー付）を、カスタムはデジタルマルチビューモニター&ナビアップグレードパッケージ、イルミネーションパッケージ、コンフォートパッケージの3点（「カスタム R スマートアシスト」のAWD車は寒冷地仕様を追加した4点）が標準装備されており、その分、価格が上乗せされている。また、メーカーオプションの内容を絞り込んでいるスバル方式のオプションパッケージ体系を採用しているため、メーカーオプションの自由度がトール・ルーミー・タンクに比べ制限される。
2018年11月8日
改良モデルを発売。
既搭載の「スマートアシストII」において、ステレオカメラ方式に変更したことで衝突回避支援ブレーキ機能が対歩行者にも対応し、ハイビームアシストを追加した「スマートアシストIII」へ強化するとともに、ソナーセンサーをフロントグリルにも搭載したほか、フロント&リアコーナーセンサーも標準装備された。
外観は「カスタム RS スマートアシスト」に装備されている15インチアルミホイールを「GS スマートアシスト」にも標準装備され、ボディカラーは「フレッシュグリーン・メタリック」、「インペリアルゴールドクリスタル・メタリック（オプションカラー）」と入れ替えで「ファイアークォーツレッド・メタリック（カスタム専用色）」、「ブリリアントカッパークリスタル・マイカ（オプションカラー）」が追加設定され、カスタム専用の2トーンカラーにおいても「ブラック/インペリアルゴールドクリスタル・メタリック」を廃止する替わりに、「ブラック/ファイアークォーツレッド・メタリック」、「ブラック/ブリリアントカッパークリスタル・マイカ」、「ブラック/パールホワイトIII」の3色が追加された。
2020年9月24日
OEM元のトールおよび姉妹車のルーミーのマイナーチェンジから9日遅れで一部改良。
ラインアップを整理し、グレード表記のないNAエンジンのみのモノグレード仕様となり、デザインを刷新してトールやルーミーの「カスタムG」に相当するカスタムスタイルとなった。
「スマートアシスト」がステレオカメラを刷新した新型となり、衝突警告機能・衝突回避支援ブレーキの性能が向上されたほか、全車速域アダプティブクルーズコントロール、路側逸脱警報機能、ふらつき警報機能等が追加された。
機能面ではスライドドアがアクセスキーを持って車に近づくだけで自動で開くウェルカムオープン機能付きのパワースライドドアとなり、Pレンジに入れることで自動的に作動が可能な電動パーキングブレーキや停止時にブレーキペダルから足を離してもブレーキを保持するオートビークルホールド機能が装備された。
内装では、シートを改良したほか、パネル類（メーター・センタークラスター）やステアリングホイールの意匠が変更された。ボディカラーは「ファインブルー・マイカメタリック」に替わり「ターコイズブルーマイカメタリック」が追加され、2トーンカラーにおいても「ブラック/ターコイズブルーマイカメタリック」を追加した。
なお、今回の一部改良により、WLTCモードによる燃料消費率並びに排出ガスに対応し、「平成30年排出ガス基準50%低減レベル（☆☆☆☆）」認定を取得した。
2023年12月20日（補足）
OEM元のダイハツのその後の調査で対象がこれまで判明していた6車種から同車を含むほぼ全ての車種に拡大することが明らかとなり、国内外の全ての車種の出荷を停止する方向で調整することとなった。
2024年12月12日
一部改良モデルが発表された。
スマートフォン連携9インチディスプレイオーディオが標準装備となり、それに伴ってリアビューカメラも標準装備された。

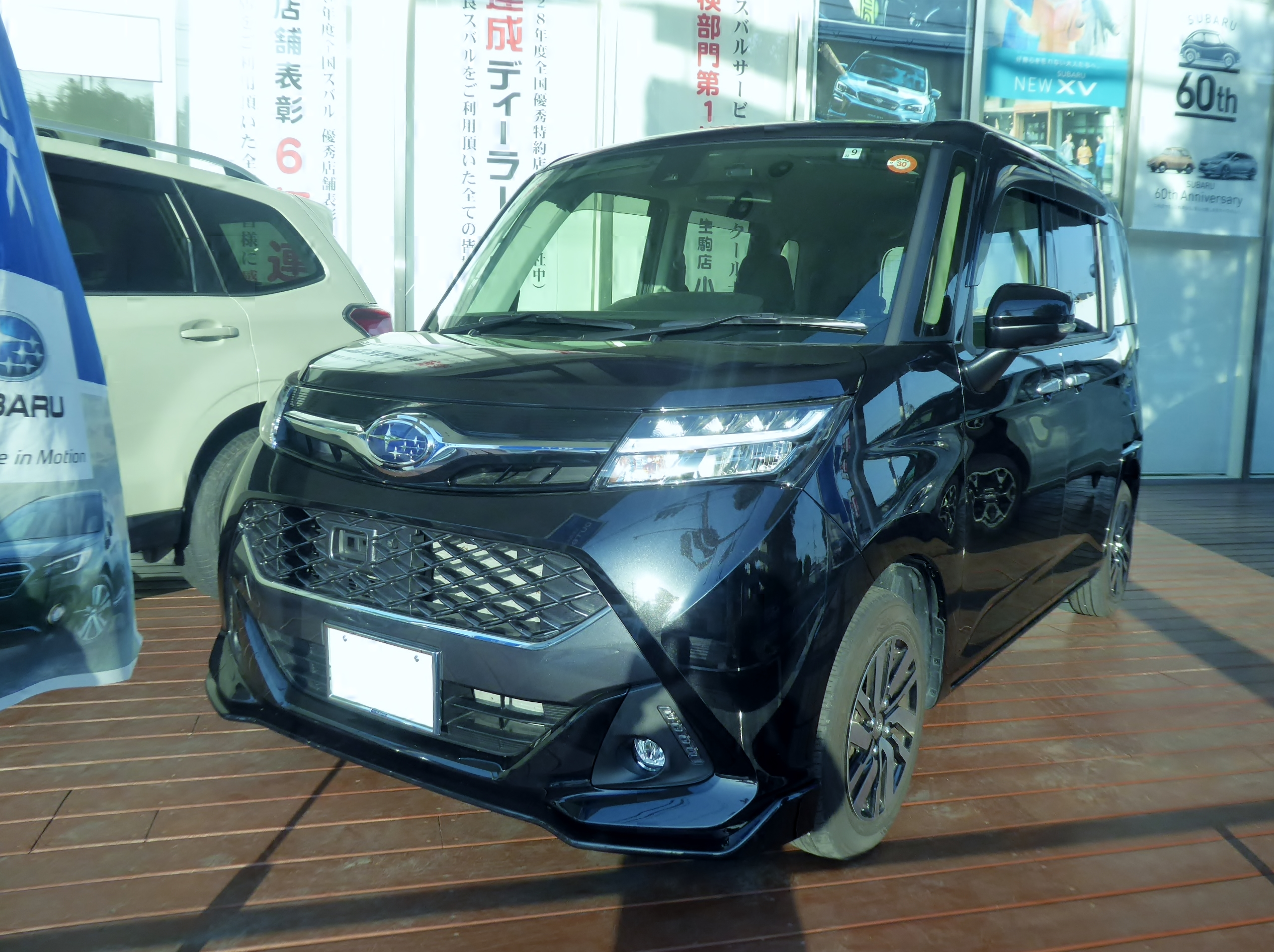
2016年11月販売型 カスタムR スマートアシスト
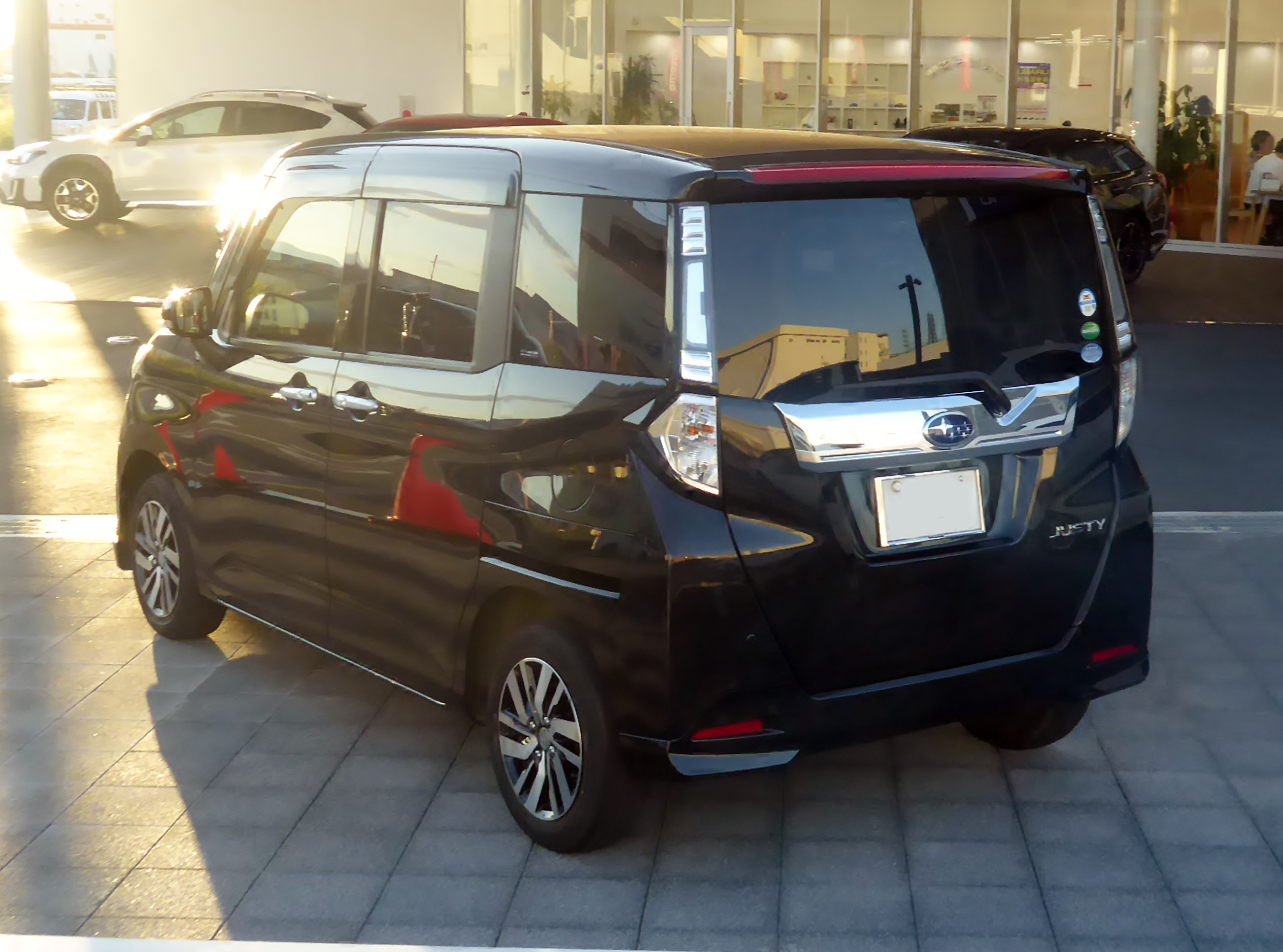
2016年11月販売型 カスタムR スマートアシスト リア
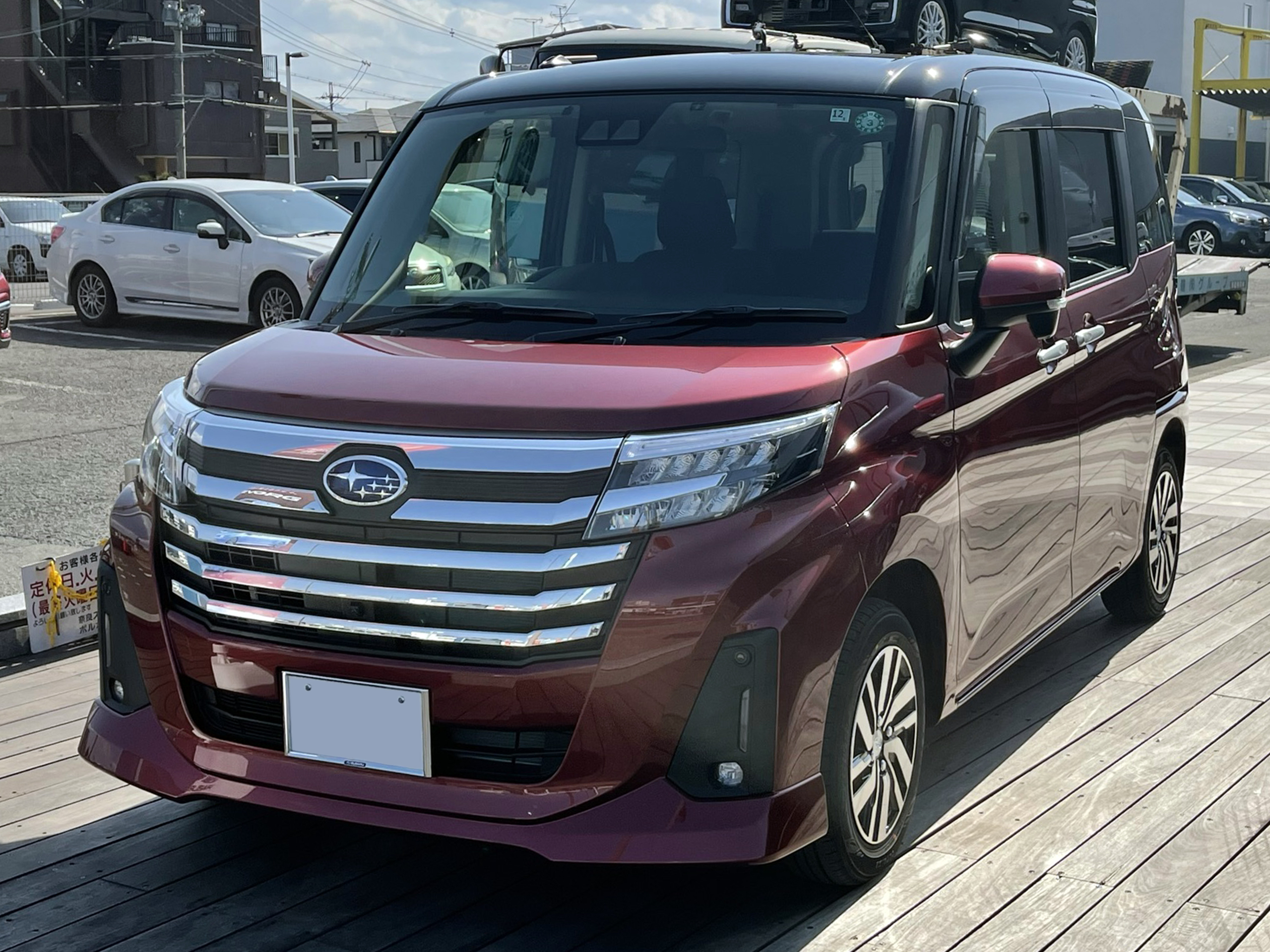
2020年9月改良型
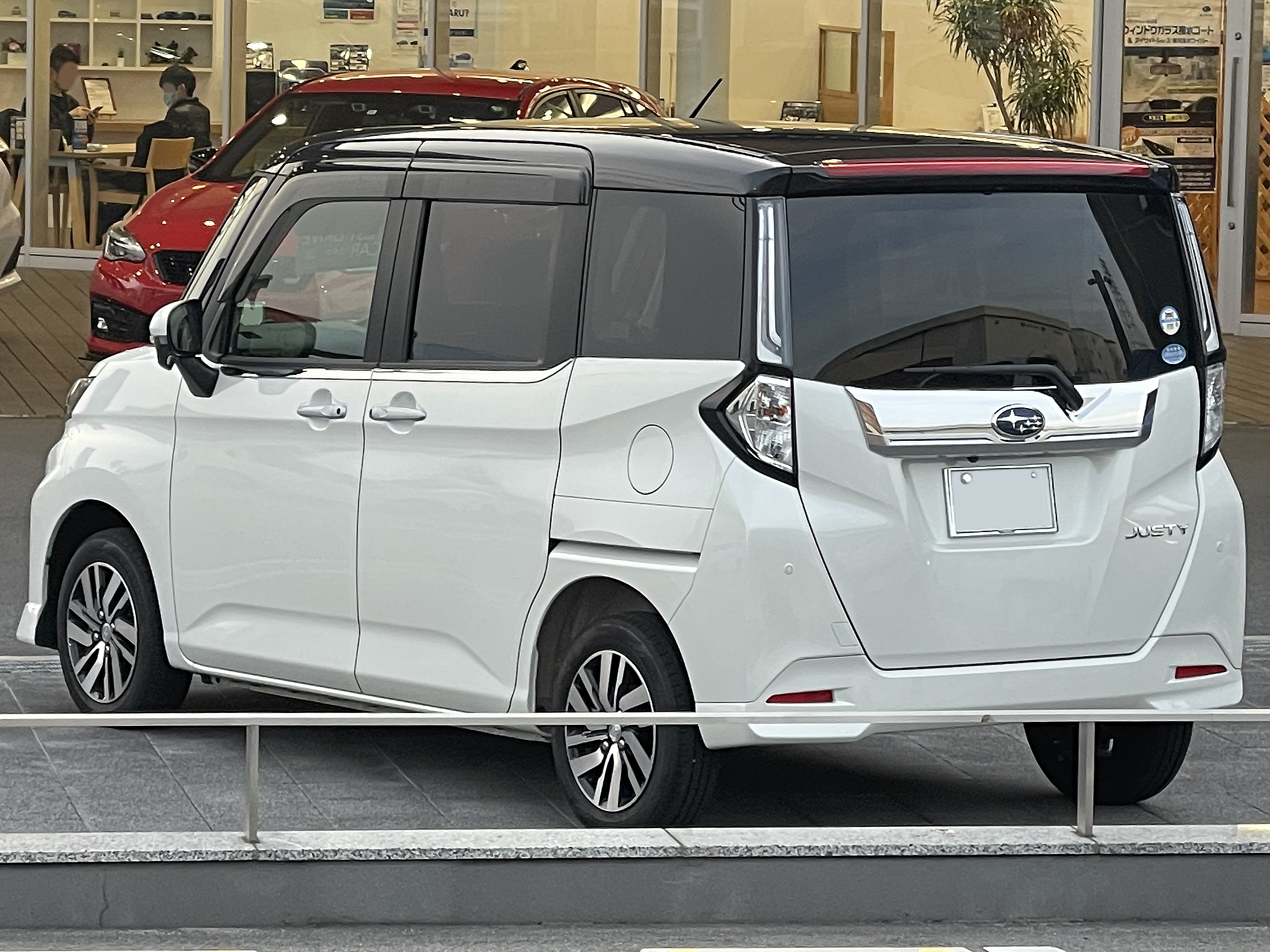
2020年9月改良型 リア

## 車名の由来
英語の「JUST」を強調した造語。ジャストサイズのコンパクトカーということから命名された。